# Еката
Еката (на френски: Ekata) е село в североизточната част на Габон в област Огоуе-Ивиндо, на 8 km от границата с Република Конго. Население около 100 жители.
| Портал | Портал „Африка“ съдържа още много статии, свързани с Африка. Можете да се включите към Уикипроект „Африка“. |